# Исмаил Серагелдин
Исмаил Серагелдин (на арабски: إسماعيل سراج الدين) е египетски учен, директор на Библиотека „Александрина“ в Александрия, Египет.

## Биография
Роден е на 9 май 1944 г. в Гиза, Египет. Учи в Каирския университет, след което в Харвард – магистратура и докторантура. Автор е на над 100 книги, на над 500 статии, на много научнопопулярни предавания по радиото и телевизията. Участва в световни научни и организационни форуми на ООН, ЮНЕСКО, Световната банка.
Председател е на Борда на директорите на всички свързани с Библиотека „Александрина“ научни институти и музеи. Съветник е на министър-председателя на Египет по въпроси, свързани с културата, науката и музеите.
Почетен доктор е на множество университети, сред които тези в Букурещ, Мелбърн, Американския университет в Кайро, Университета на Охайо, Университета на Нант, Манчестърския университет и др. На 28 октомври 2016 г. е удостоен със званието „Доктор хонорис кауза“ на Софийския университет и Почетен знак със синя лента.